# میرعبدالمطلب کردستانی
میرزا عبدالمطلب کردستانی معروف به امین التجار از بازاریان تهرانی بود، که در دوره نخست بعنوان نماینده تهران در مجلس شورای ملی حضور داشت.